# Aïn Khadra
Aïn Khadra (em árabe: عين خضراء) é uma cidade e comuna localizada na província de M'Sila, Argélia. Segundo o censo de 2008, a população total da cidade era de 29 046 habitantes.